# Festung von Prizren
Die Festung von Prizren (albanisch Kalaja e Prizrenit oder kurz Kalaja, serbisch Призренски град Prizrenski grad oder dialektal Каљаја/Kaljaja) ist eine mittelalterliche Burg in Prizren im Süden des Kosovo. Sie wurde auf einer Anhöhe oberhalb der Stadt errichtet, unter welcher sich Prizren Schritt für Schritt zur Großstadt entwickelte. Die Festung wurde im Jahre 1948 zu einem Kulturdenkmal von besonderer Wichtigkeit erklärt. Die Festung besteht aus drei Teilen, der Oberstadt, der Unterstadt und der Südlichen Stadt. Sie entstand bereits in der Antike und wurde bis in die osmanische Zeit genutzt.
Archäologische Grabungen fanden 1969, dann wieder im Jahr 2004 und erneut 2009 bis 2011 statt.

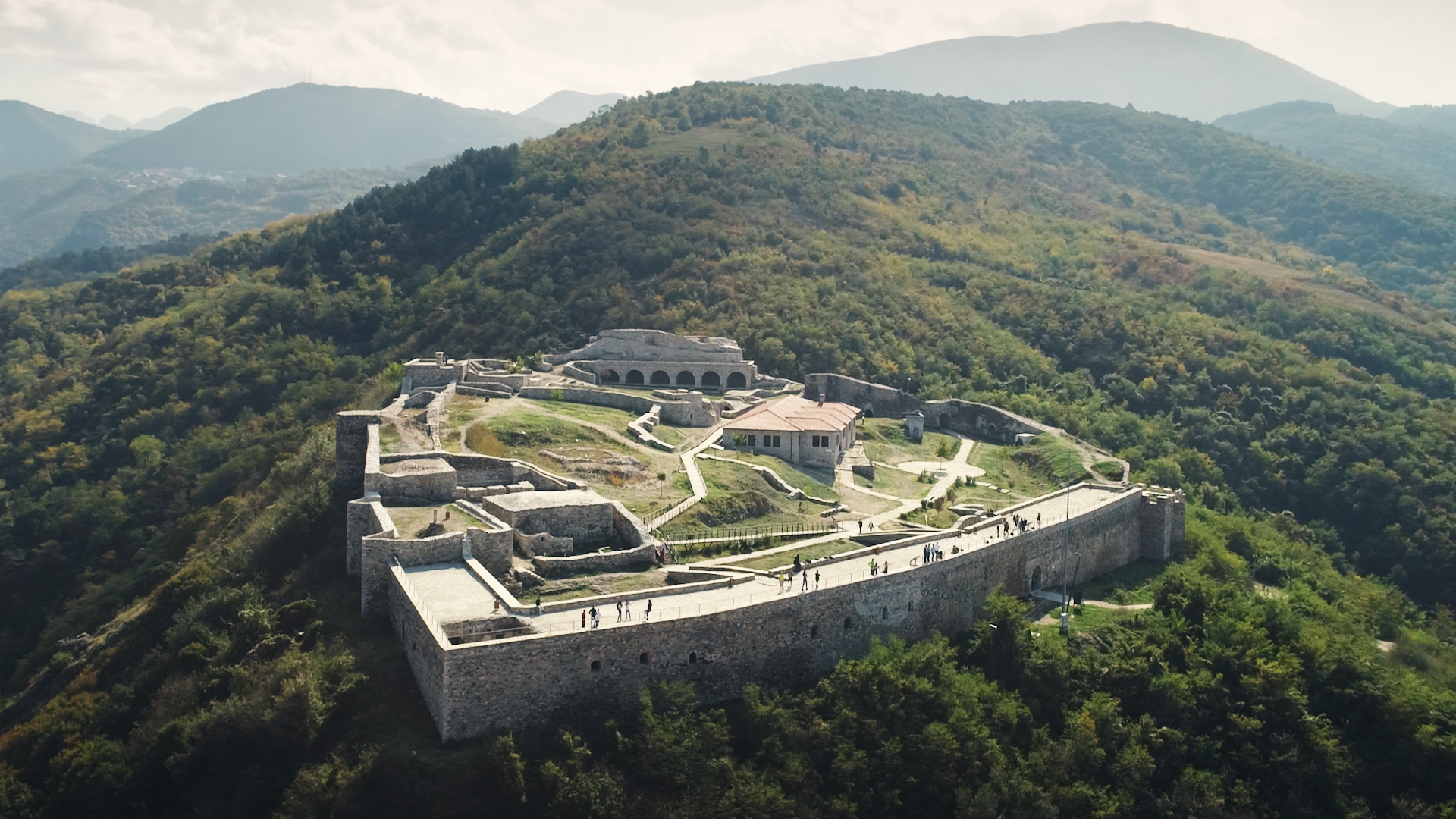
Überblick, fotografiert im Jahr 2021

Die Burg ist eines der meistbesuchten Touristenziele im Kosovo. Seit 2014 wird sie mit Hilfe der US-amerikanischen Botschaft restauriert.

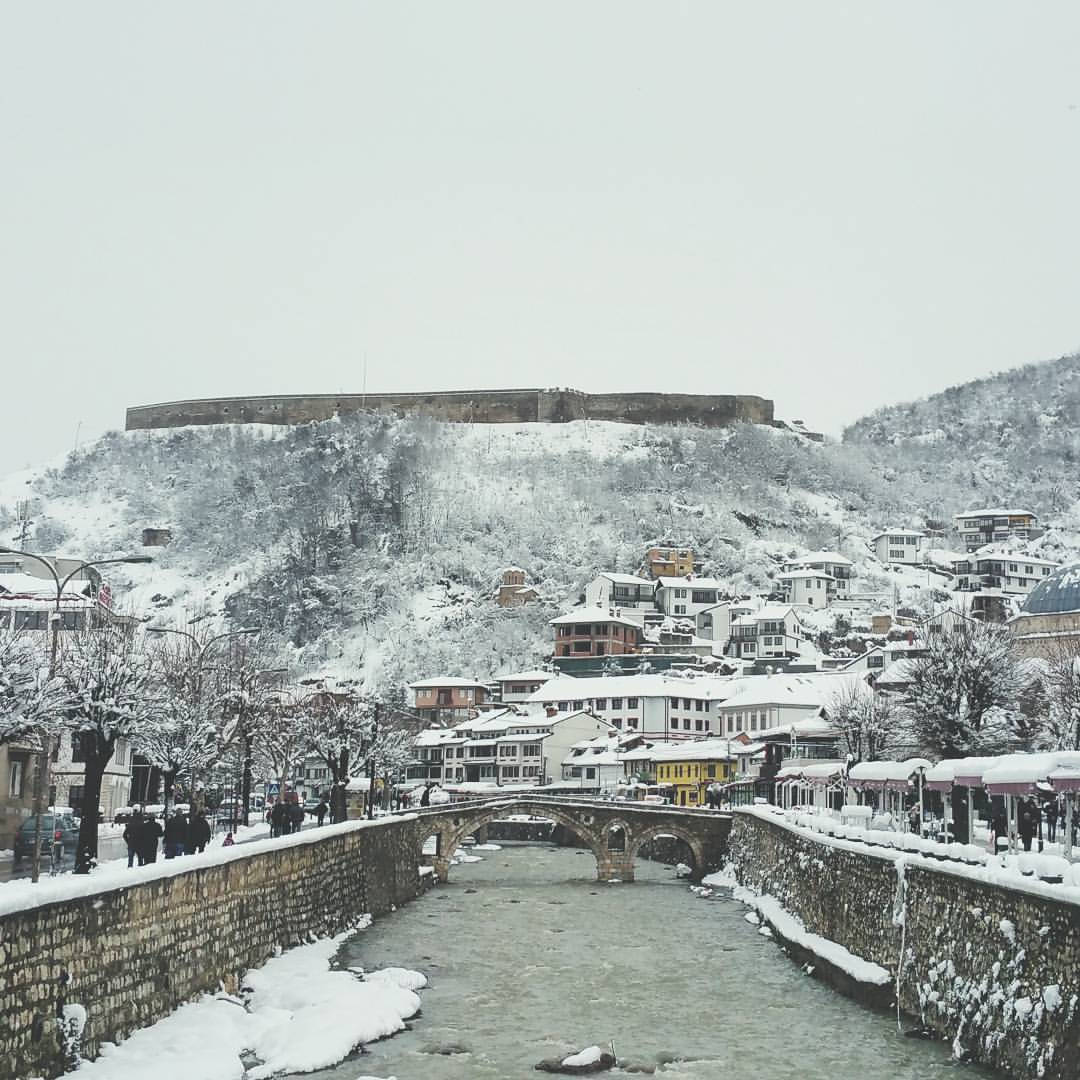
Der Burghügel von der Stadt aus gesehen